# Fernanda Ramos (Portugal)
Fernanda de Sousa Gonçalves Carvalho Ramos (Angola, 1951 - ) é uma política e empresária portuguesa de Évora. Entre 2005 e 2011 desempenhou o cargo de Governadora Civil do Distrito de Évora tendo anteriormente desempenhado vários cargos no Partido Socialista e como vereadora na Câmara Municipal de Évora após o 25 de Abril de 1974.
Fernanda Ramos foi ainda, em 1990, fundadora da EPRAL - Escola Profissional da Região Alentejo, que mais tarde se tornaria na Fundação Alentejo, da qual é Presidente.